# Jeanine Meerapfel
Jeanine Meerapfel (Buenos Aires, Argentina, 14 de juny de 1943) és una directora de cinema d'extensa trajectòria al seu país i a Alemanya.

## Relació amb el cinema
Va estudiar periodisme a l'Argentina i també guió amb Simón Feldman, que va ser el seu primer mestre en cinema i una influència, igual que el Cinema Novo i el cinema de Fernando Birri. Ja establerta a Alemanya, els seus mestres van ser Edgar Reitz i Alexander Kluge, de qui –diu Meerapfel en un reportatge– penjava els cartells de la seva primera pel·lícula, Una muchacha sin historia: Anita G al Festival de Mannheim.
Una altra influència important va ser la de l'obra de Rainer Werner Fassbinder, fins al punt que en realitzar el seu primer llargmetratge de ficció –Malou– va triar a tres dels seus grans col·laboradors: Ingrid Cavin com a protagonista, Michael Ballhaus com a càmera i Peer Raben per a la música.
El 1984 va integrar el jurat del Festival Internacional de Cinema de Berlín.

## Filmografia
Directora
- El amigo alemán (2012)
- Mosconi - Oder wem gehört die Welt (2008) (Documental)
- El verano de Anna (2001)
- Zwickel auf Bizyckel (1969-1970) (1998)
- Amigomío (1994)
- Im Glanze dieses Glückes (1990) (Documental)
- Desembarcos (1989) (Documental)
- La amiga (1988)
- Die Verliebten (1987)
- Die Kümmeltürkin geht (1985) (Documental)
- Solange es Europa noch gibt - Fragen an den Frieden (1984) (Documental)
- Im Land meiner Eltern (1981) (Documental)
- Malou (1981)
- Am Ama am Amazonas (1970)
- Team Delphin (1970) (Curtmetratge)
- Regionalzeitung (1967) (Documental)
- Abstand (1966) (Curtmetratge)

Guionista
- El amigo alemán (2012)
- Mosconi - Oder wem gehört die Welt (2008) (Documental)
- El verano de Anna (2001)
- Zwickel auf Bizyckel (1969-1970) (1998)
- Amigomío (1994)
- Desembarcos (1989) (Documental)
- La amiga (1988)
- Die Verliebten (1987)
- Die Kümmeltürkin geht (1985) (Documental)
- Solange es Europa noch gibt - Fragen an den Frieden (1984) (Documental)
- Im Land meiner Eltern (1981) (Documental)
- Malou (1981)
- Regionalzeitung (1967) (Documental)
- Abstand (1966) (Curtmetratge)

Productora
- El amigo alemán (2012)
- Oro nazi en Argentina (2004) (Documental)
- Amigomío (1994)
- Apuntes de un viaje al Iberá (1991)
- Desembarcos (1989) (Documental)

Montadora
- Regionalzeitung (1967) (Documental)
- Abstand (1966) (Curtmetratge)

Assessoria
- Ein Sommer lang (curtmetratge) (2006)
- Das weiße Rauschen (2001)

Aparició com ella mateixa.
- Die Nacht der Regisseure (1995) (Documental)